# Арутюнян, Давид Гарегинович
Давид Гарегинович Арутюнян (род. 31 мая 1984, Тбилиси) — грузинский шахматист, гроссмейстер. Старший тренер ФИДЕ (2016). Заслуженный тренер Грузии.
В составе сборной Грузии участник двух Олимпиад (2006—2008)[уточнить] и командного чемпионата Европы (2007).
Многократный победитель и призёр международных турниров.
Фиде Сеньор тренер. 
Заслуженный тренер Грузии.
Грузинский шахматист армянского происхождения, родился в Тбилиси 31 мая 1984 года. Отец Гарегин Семенович Арутюнян, мать Анжела Пайлаковна Зурабова. Жена Сюзанна Робертовна Арутюнян.
К игре в шахматы пристрастил дедушка Пайлак Мисакович Зурабов.
С 2001—2005 учился в Академии физического воспитания и культуры г. Тбилиси. Образование высшее — звание Шахматный тренер.
Начал тренерскую деятельность в 2002 году в городе Тбилиси.
- 2009—2010 — работал тренером Олимпийской женской сборной Грузии.
- 2006—2012 — тренер молодежной сборной Австралии.
- 2014—2016 — старший тренер Академии шахмат Жансаи Абдумалик. (Казахстан)

## Личная жизнь
Во время работы в Академии шахмат Жансаи Абдумалик (с 2014-2016гг), в Алматы, познакомился со своей будущей женой Сюзанной Робертовной Арутюновой. Позже 26 декабря 2015 году поженились в Грузии, в Тбилиси, куда в 2016 году переехали на постоянное место жительство.

## Достижения в качестве командного тренера
- Командный чемпионат мира 2009, 4 место (Нинбо, Китай);
- Командный чемпионат Европы 2009, 2 место (Нови Сад, Сербия);
- Всемирная Шахматная Олимпиада 2010, 3 место (Ханты-Мансийск, Россия).

## Воспитанники
Тренировал многих молодых шахматистов, которые занимали призовые места на Чемпионатах мира и Европы.
- Софико Гурамишвили — чемпионка мира до 16 — 2006 (Батуми, Грузия),
- Кэти Цацалашвили — чемпионка мира до 16 — 2007 (Анталья, Турция),
- Бобби Чен — чемпион мира до 12 — 2009 (Анталья, Турция),
- Анна Майя Казарян — серебряный призёр чемпионата Европы до 12 лет — 2012 г, чемпионка Европы 2016 г.
- Жансая Абдумалик — серебряный призёр до 12 лет на Чемпионате мира 2012 (Марибор, Словения), серебряный призёр на Чемпионате мира до 20 лет 2013 (Коджаэли, Турция)
- Жанат Саин — чемпион мира среди школьников 2016г . Чемпион Казахстана до 20 лет в 2016 г.

## Изменения рейтинга
| Графики недоступны из-за технических проблем. См. информацию на Фабрикаторе и на mediawiki.org. |